# Murat Yakin
Murat Yakin (tiếng Thổ Nhĩ Kỳ: Murat Yakın [mʊ'ɾɑt jɑˈkɯn], sinh ngày 15 tháng 9 năm 1974) là một huấn luyện viên và cựu cầu thủ bóng đá chuyên nghiệp người Thụy Sĩ. Ông hiện đang là huấn luyện viên trưởng của Đội tuyển bóng đá quốc gia Thụy Sĩ.
Vào năm 2021, sau khi làm huấn luyện viên tại các câu lạc bộ Thụy Sĩ bao gồm Basel, Grasshoppers và Sion, ông được bổ nhiệm làm huấn luyện viên của đội tuyển quốc gia Thụy Sĩ. Dưới thời cầm quyền của ông, đội tuyển quốc gia Thụy Sĩ đã tham dự FIFA World Cup 2022 và UEFA Euro 2024.

## Thiếu thời
Murat Yakin sinh ngày 15 tháng 9 năm 1974 tại Basel trong một gia đình người nhập cư đến từ Thổ Nhĩ Kỳ. Mẹ ông, Emine, đã có sáu người con từ cuộc hôn nhân đầu tiên và có thêm hai con trai Murat và Hakan (sinh năm 1977) với người chồng thứ hai của bà là Mustafa. Gia đình nhà Yakin sống ở Muttenz và Münchenstein thuộc bang Basel-Landschaft. Sau khi cha mẹ ly thân, mẹ ông phải sống phụ thuộc vào phúc lợi xã hội. Từ năm 1982 trở đi, Murat Yakin, với biệt danh "Muri", đầu quân cho các đội trẻ của FC Concordia Basel và noi gương người anh cùng cha khác mẹ là Ertan Irizik (sinh năm 1964), người đã bắt đầu sự nghiệp cầu thủ bóng đá chuyên nghiệp. Yakin đã sớm bỏ dở việc học nghề thợ kim loại. Vào tháng 1 năm 1994, Yakin nhận quốc tịch Thụy Sĩ.

## Sự nghiệp quốc tế
Yakin đã chơi 49 trận cho Đội tuyển bóng đá quốc gia Thụy Sĩ từ năm 1994 đến năm 2004 và ghi 4 bàn thắng. Thành công lớn nhất của ông ở đội tuyển quốc gia là việc giành quyền tham dự Giải vô địch bóng đá châu Âu 2004 của Thụy Sĩ tại Bồ Đào Nha với số áo 5. Thụy Sĩ cùng bảng với Pháp, Anh và Croatia. Thụy Sĩ đứng chung cuộc ở vị trí thứ 4 khiến họ bị loại khỏi giải đấu.

## Sự nghiệp huấn luyện viên
Sau khi kết thúc sự nghiệp cầu thủ vào năm 2006, Yakin đảm nhận vị trí huấn luyện viên tại câu lạc bộ thời thanh thiếu niên là Concordia Basel. Từ mùa hè năm 2007, ông là trợ lý huấn luyện viên cho huấn luyện viên trưởng câu lạc bộ Grasshopper Club Zürich, Hanspeter Latour. Sau đó, ông đã nắm quyền đội U-21 GC.

### Thun
Yakin được bổ nhiệm làm huấn luyện viên của Thun vào năm 2009 sau một thời gian làm huấn luyện viên đội trẻ tại Grasshoppers và huấn luyện viên trưởng của FC Frauenfeld. Ông đã giúp Thun thăng hạng trong năm đầu tiên làm huấn luyện viên và vô địch Swiss Challenge League vào năm 2010. Trong mùa giải thứ hai của ông với câu lạc bộ, Thun đã cán đích ở vị trí thứ năm ở Swiss Super League và giành được một suất vào vòng sơ loại thứ hai của UEFA Europa League mùa giải tiếp theo.

### Luzern
Bất chấp gia hạn hợp đồng với Thun, Yakin vẫn chuyển đến FC Luzern làm huấn luyện viên trưởng cho mùa giải 2011–12. Ông tái gặp em trai Hakan, người lúc đó là cầu thủ của FC Luzern. Trong mùa giải đầu tiên tại FC Luzern, ông đã dẫn dắt câu lạc bộ vào đến trận chung kết Cúp bóng đá Thụy Sĩ và đứng thứ hai tại Super League sau FC Basel. Sau khi chỉ ghi được ba điểm trong sáu trận đầu tiên của mùa giải 2012–13, Yakin bị sa thải vào ngày 20 tháng 8 năm 2012 và được thay thế bởi Ryszard Komornicki.

### Basel
Vào ngày 15 tháng 10 năm 2012, Yakin được bổ nhiệm làm huấn luyện viên mới của Basel. Trong suốt thời gian cầm quyền của ông, Basel đã giành chiến thắng hai lần, cả sân nhà lẫn sân khách, trước Chelsea ở vòng bảng Champions League 2013–14. Ông ca ngợi những người ủng hộ trên sân vận động và nói rằng họ đã thúc đẩy đội bóng giành chiến thắng trong suốt 90 phút. Bên cạnh đó, ông cũng khá vui mừng khi nhận được lời khen ngợi từ huấn luyện viên Chelsea lúc đó là José Mourinho. Vào ngày 17 tháng 5 năm 2014, Basel thông báo Yakin không còn gắn bó với câu lạc bộ sau khi ông đã dẫn dắt họ giành được hai danh hiệu quốc nội trong nhiều năm.

### Spartak Moskva
Vào ngày 16 tháng 6 năm 2014, Yakin được bổ nhiệm làm huấn luyện viên của đội bóng ở Giải bóng đá Ngoại hạng Nga là Spartak Moskva. Theo truyền thông Nga, thỏa thuận này bao gồm một hợp đồng dài hạn với Yakin nhận mức lương hàng năm là 1,6 triệu euro (tương đương 2,18 triệu USD vào thời điểm đó).
Vào ngày 30 tháng 5 năm 2015, hợp đồng của ông với câu lạc bộ đã bị chấm dứt chỉ sau một mùa giải với câu lạc bộ sau một thỏa thuận chung.

## Đời tư
Yakin là anh trai của Hakan Yakin, một cựu cầu thủ bóng đá chuyên nghiệp với những thành công ở Grasshoppers, Basel và Young Boys và là một cựu thành viên của Đội tuyển bóng đá quốc gia Thụy Sĩ. Yakin là người gốc Thổ Nhĩ Kỳ.

## Thống kê sự nghiệp huấn luyện viên
Tính đến 6 tháng 7 năm 2024
| Đội            | Từ                   | Đến                 | Thống kê | Thống kê | Thống kê | Thống kê | Thống kê | Thống kê | Thống kê | Thống kê |
| Đội            | Từ                   | Đến                 | Trận     | T        | H        | B        | BT       | BB       | HSBT     | % thắng  |
| -------------- | -------------------- | ------------------- | -------- | -------- | -------- | -------- | -------- | -------- | -------- | -------- |
| Thun           | 1 tháng 7 năm 2009   | 1 tháng 7 năm 2011  | 74       | 35       | 23       | 16       | 138      | 85       | +53      | 047,30   |
| Luzern         | 1 tháng 7 năm 2011   | 19 tháng 8 năm 2012 | 46       | 19       | 16       | 11       | 64       | 46       | +18      | 041,30   |
| Basel          | 15 tháng 10 năm 2012 | 19 tháng 5 năm 2014 | 99       | 56       | 28       | 15       | 172      | 91       | +81      | 056,57   |
| Spartak Moskva | 16 tháng 6 năm 2014  | 30 tháng 5 năm 2015 | 32       | 13       | 8        | 11       | 43       | 44       | −1       | 040,63   |
| Schaffhausen   | 21 tháng 12 năm 2016 | 28 tháng 8 năm 2017 | 25       | 19       | 2        | 4        | 66       | 24       | +42      | 076,00   |
| Grasshoppers   | 28 tháng 8 năm 2017  | 10 tháng 4 năm 2018 | 26       | 9        | 7        | 10       | 34       | 29       | +5       | 034,62   |
| Sion           | 17 tháng 9 năm 2018  | 7 tháng 5 năm 2019  | 28       | 9        | 7        | 12       | 38       | 45       | −7       | 032,14   |
| Schaffhausen   | 17 tháng 6 năm 2019  | 9 tháng 8 năm 2021  | 77       | 22       | 26       | 29       | 97       | 117      | −20      | 028,57   |
| Thụy Sĩ        | 9 tháng 9 năm 2021   | Nay                 | 39       | 17       | 14       | 8        | 62       | 41       | +21      | 043,59   |
| Tổng cộng      | Tổng cộng            | Tổng cộng           | 446      | 199      | 131      | 116      | 712      | 522      | +190     | 044,62   |